# Mestosoma moorei
Mestosoma moorei är en mångfotingart som beskrevs av Hoffman 1977. Mestosoma moorei ingår i släktet Mestosoma och familjen orangeridubbelfotingar. Inga underarter finns listade i Catalogue of Life.